# اکسدس

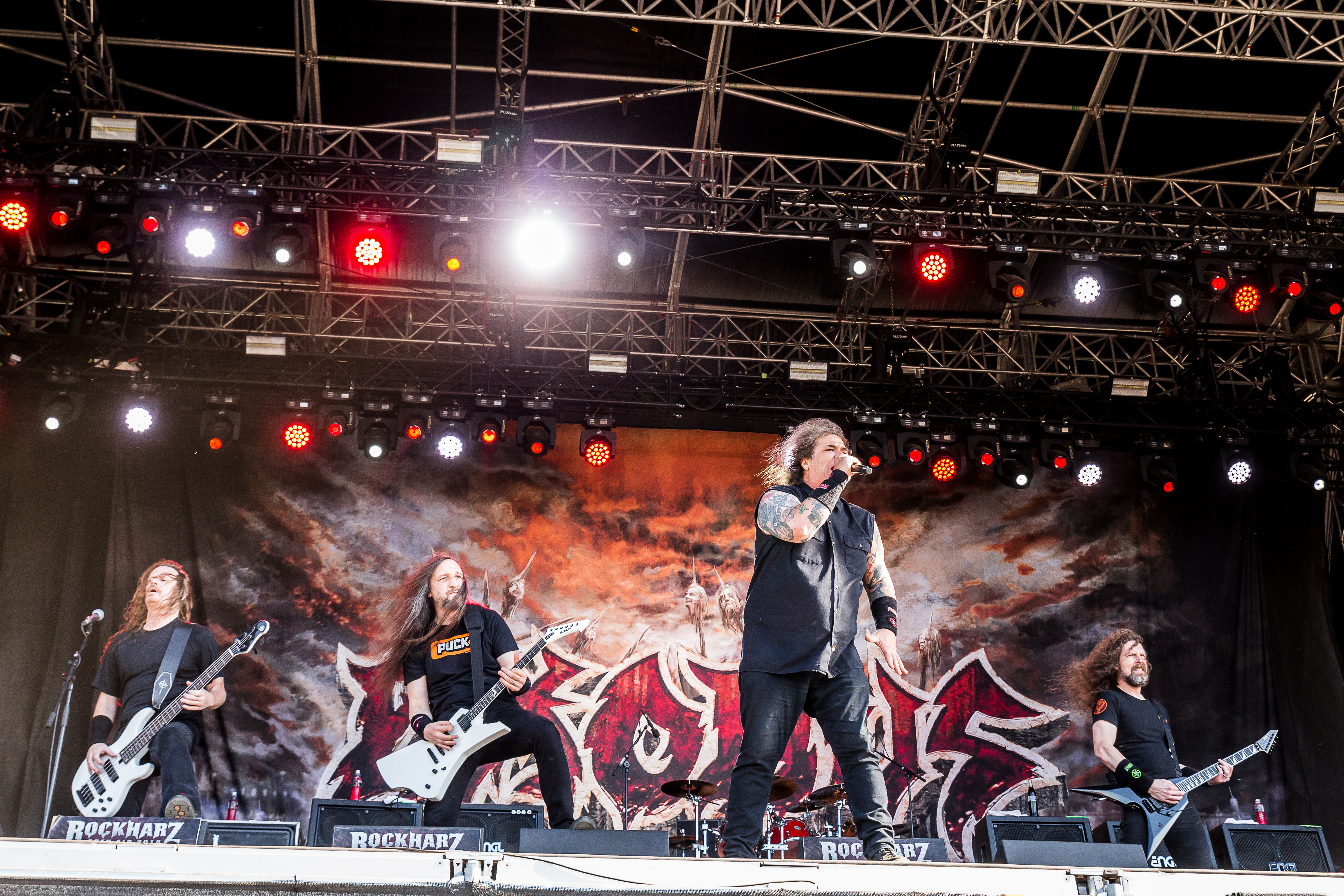
اکسدس

اِکِسِدس (به انگلیسی: Exodus) یک گروه ترش متال آمریکایی است که در سال ۱۹۷۹ در ریچموند، کالیفرنیا توسط گری هولت (نوازنده گیتار)، کرک همت (لید گیتاریست فعلی متالیکا) و تام هانتینگ (درامر) تشکیل شد. طی ۳ دهه فعالیت اکسدس، ترکیب نفرات گروه دستخوش تغییرات متعدد شده، ۲ وقفهٔ طولانی مدت در کارشان ایجاد شده و ۲ عضو پیشین گروه درگذشته‌اند. آن‌ها از سال ۱۹۸۵ به این سو که اولین آلبوم‌شان را منتشر کردند با احتساب ۹ آلبوم استودیویی، ۲ آلبوم زنده و ۲ آلبوم گردآوری‌شده، در مجموع ۱۳ آلبوم منتشر کرده‌اند.
گَری هولت تنها عضو بنیان‌گذار گروه‌است که از زمان تأسیس اکسدس بدون وقفه در آن حضور داشته‌است. تام هانتین دیگر عضو باقی‌مانده از اعضای بنیان‌گذار گروه‌است که ۲ بار از اکسدس جدا شده اما مجدداً به آن پیوسته‌است. آخرین آلبوم اکسدس به‌نام Blood In, Blood Out در سال ۲۰۱۴ منتشر شد.

## آلبومها

### آلبوم‌های استودیویی
| نام آلبوم                               | سال انتشار |
| --------------------------------------- | ---------- |
| ۱. Bonded by Blood                      | ۱۹۸۵       |
| ۲. Pleasures of the Flesh               | ۱۹۸۷       |
| ۳. Fabulous Disaster                    | ۱۹۸۸       |
| ۴. Impact Is Imminent                   | ۱۹۹۰       |
| ۵. Force of Habit                       | ۱۹۹۲       |
| ۶. Tempo of the Damned                  | ۲۰۰۴       |
| ۷. Shovel Headed Kill Machine           | ۲۰۰۵       |
| ۸. The Atrocity Exhibition... Exhibit A | ۲۰۰۷       |
| ۹.Exhibit B: The Human Condition        | ۲۰۱۰       |
| ۱۰.Blood In, Blood Out                  | ۲۰۱۴       |